# Antonietta Fagnani Arese
Antonietta Fagnani Arese, nata Antonia Barbara Giulia Faustina Angiola Lucia Fagnani (Milano, 19 novembre 1778 – Genova, 11 dicembre 1847), è stata una nobile italiana.

## Biografia
Antonietta - all'anagrafe Antonia Barbara Giulia Faustina Angiola Lucia - fu l'ultima nata di Giacomo II Fagnani, IV marchese di Gerenzano (1740-1785) e di sua moglie, la marchesa Costanza Brusati (1747-1805). Sposò il 20 febbraio 1798 in Santa Maria alla Porta il conte Marco Arese Lucini (1770-1852), sesto conte di Barlassina, figlio del conte Benedetto Arese Lucini e di Margherita Lucini dei marchesi di Besate. Ebbero cinque figli, dei quali solo tre sopravvissero all'infanzia: Margherita (1798-1828), Costanza (1803-1822) e Francesco (1805-1881).
Antonietta è considerata una delle figure di spicco della società milanese in epoca napoleonica. Amica della regina d'Olanda, Ortensia Beauharnais, il cui figlio passò alla Storia col nome di Napoleone III, frequentò la corte del fratello di lei, il viceré Eugenio. Esperta di francese, inglese e tedesco, aiutò Ugo Foscolo nella revisione delle Ultime lettere di Jacopo Ortis (1802), e nella traduzione de I dolori del giovane Werther.

### Amante di Ugo Foscolo
La relazione con Foscolo sembra aver avuto inizio nel luglio 1801. A lei il poeta dedicò All'amica risanata: «E com'eri tu bella questa sera! Quante volte ho ritirati i miei occhi pieni di spavento! Sì, la mia fantasia e il mio cuore cominciano a crearsi di te una divinità». Il 4 marzo 1803 l'avventura amorosa era già conclusa; Foscolo scrisse al Pecchio che Antonietta «aveva il cuore fatto di cervello».
La relazione ci è nota attraverso le sole lettere di lui, il cui destino costituisce un interessante "caso" letterario. Restituite a Foscolo dall'amante dopo la rottura della relazione, furono dal poeta affidate a Silvio Pellico, dopo l'arresto del quale passarono in varie mani fino a giungere tra quelle del letterato italo-greco (e aspirante biografo del Foscolo) Emilio De Tipaldo. Questi ne fece fare due apografi, che vennero successivamente rinvenuti nell'archivio della Casa Editrice Barbèra. Gli originali, finiti in Grecia, non sono mai stati ritrovati.

### Morte
Contagiata da una grave malattia venerea, nell'ottobre 1847 si trasferì a Genova, dove di lì a poco morì. La salma fu riportata a Milano e sepolta nella chiesa di San Babila.

## Le testimonianze dei contemporanei
La sua immagine è in ogni caso molto controversa: Stendhal la definì femme de génie, Vincenzo Monti la stimava molto, e Giuseppe Pecchio, il biografo del Foscolo, scrisse: «Si fa gioco degli uomini perché li crede nati come i galli per amare, ingelosirsi e azzuffarsi».
Giuseppe Rovani, nel suo romanzo Cento anni, scrive che «bellissima fra le belle, aveva molto spirito, molto ingegno, molta coltura (parlava quattro lingue); era buona, generosa e affabile; costituiva insomma il complesso rarissimo di egrege qualità; ma tutte parevano sfasciarsi sotto l'uragano di un difetto solo. Ella faceva dell'amore l'unico passatempo; ma un passatempo tumultuoso, fremebondo, irrequieto; né occorre il dire che quell'amore era parente di quello rimasto nudo in Grecia, come disse Foscolo».